# Nikita Pankratiew

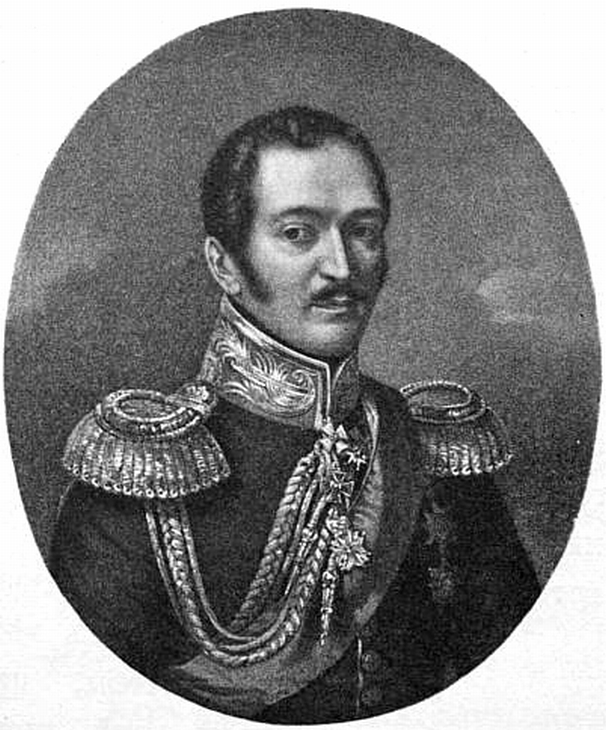
Generał Nikita Pankratiew

Nikita Pietrowicz Pankratiew, ros. Никита Петрович Панкратьев (ur. 1788, zm. 1836) – od 1829 rosyjski generał-porucznik.
Urodzony w rodzinie szlacheckiej pochodzącej z guberni kijowskiej. Pankratiew wstąpił do carskiej armii w 1807 roku podczas wojny rosyjsko-tureckiej. Służył on jako adiutant generała feldmarszałka Michaiła Kutuzowa w trakcie inwazji Napoleona na Rosję w 1812 roku. Następnie w latach 1813-1814 był adiutantem cara Aleksandra I w trakcie walk w ramach VI koalicji antyfrancuskiej. W trakcie walk w ramach VII koalicji antyfrancuskiej awansował na dowódcę pułku w 1815, a w 1817 roku został awansowany na stopień generała-majora. W latach 20. XIX wieku walczył w wojnie kaukaskiej. Poprowadził ekspedycję karną przeciwko Osetii Południowej w 1830 roku i krótko dowodził wojskami rosyjskimi na Kaukazie Południowym w 1831 roku. W 1832 został mianowany członkiem Rady Stanu Królestwa Polskiego, a w 1833 Generalnym Gubernatorem Warszawy. Przewodniczył sądowi wojennemu przeciwko polskim oficerom biorącym udział w powstaniu listopadowym.